# Christophe Pillet
Christophe Pillet (Montargis, 1959) is een Frans ontwerper met internationale bekendheid.

## Biografie
Christophe Pillet studeerd af in 1985 aan de école nationale supérieure d'art te Nice Hij werkte daarna onder andere voor en met Michele de Lucchi, Carlotta de Bevilacqua, Martine Bedin en Philippe Starck. In 1993 startte hij zijn eigen bureau en werkt sindsdien voor internationale merken waaronder Cappellini, Kartell, Driade, Shiseido, Shu Uemura, Emeco, Whirlpool, Veuve Clicquot, Lacoste, L'Oréal.

## Werken
Stukken van hem zijn te bezichtigen in het Centre Pompidou, het Centre National des Arts Plastiques, des Arts Décoratifs en het Cooper-Hewitt Museum in New York. 

## Erkentelijkheden
- 1994 - Créateur de l'année  Salon du Meuble de Paris
- 1995 - Prix d'Excellence op Salon International du Luminaire
- 2012 - Wallpaper Design Award voor Rive Droite (Ceccotti Collezioni), zetel
- 2013 - Good Design Award voor Memoria (VitrA), kranen
- 2014 - Red Dot Design Award voor Memoria (VitrA), kranen
- 2014 - Wallpaper Design Award voor Shibuya (Kartell)